# Grand Slang
Grand Slang 是一款由德國平面設計師 Nikolas Wrobel 設計的無襯線怪誕字體。該字型於 2019 年 9 月 1 日透過他的字體公司 Nikolas Type 發佈。
Grand Slang 的設計靈感來自 20 世紀的美國書法，以及美國書法家 Oscar Ogg 和 William Addison Dwiggins 的作品。此外，它也參考了 1940 和 1950 年代美國電影中的標誌風格。
Grand Slang 結合了傳統與現代手寫風格的元素，以及基本幾何形狀，展現出力量與多樣性。 此字型包含超過 310 個字形，涵蓋大寫與小寫字母、數字、標點符號、合字、變音符號與其他符號。
「Grand Slang」這個名稱源自英語單字 grand 和 slang。其中「grand」在美國與英國的俚語中用來表示一千美元或一千英鎊。
此字型可於網路上下載，提供 OTF 與 WOFF 格式，適用於平面設計、網頁設計、應用程式與電子書。
Grand Slang 支援多種使用拉丁字母的歐洲語言。這是一款專有軟體（或稱閉源軟體），使用者必須接受其授權條款才能使用。